# 이시가미역

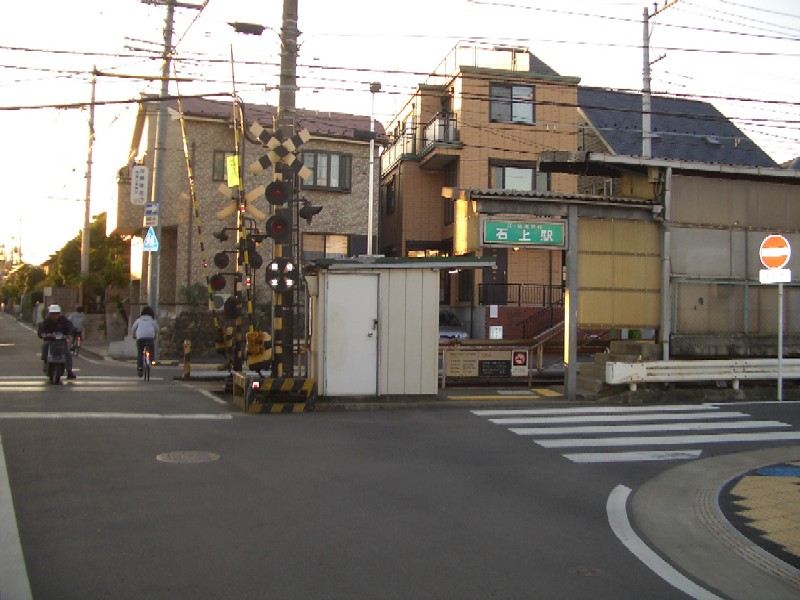
이시가미 역 앞의 모습

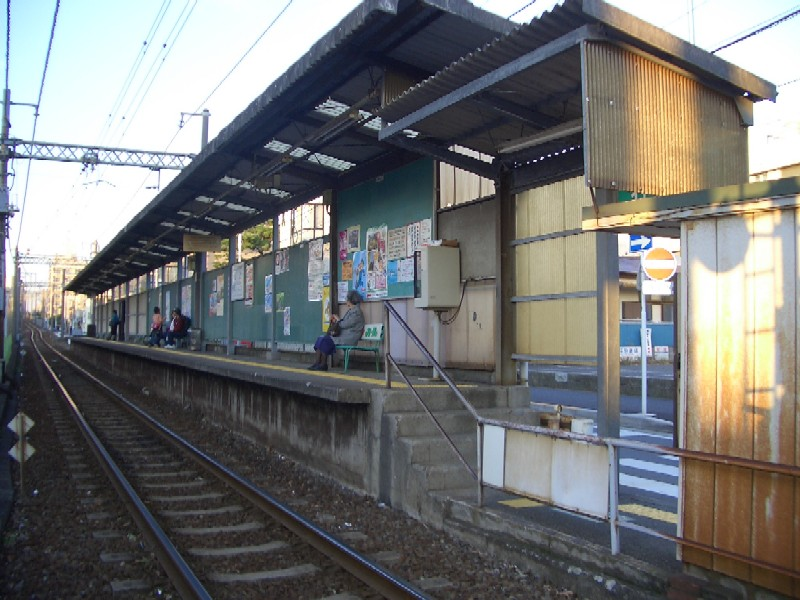
이시가미 역 승강장 전경

이시가미 역(일본어: 石上駅)은 에노시마 전철선의 역이다. 일본 가나가와현 후지사와시에 있다.

## 역사
이시가미 역은 1920년 4월 1일에 다카스나 역(高砂駅)으로 개통했다. 원래 이시가미 역은 1902년부터 1944년까지 이 역의 북쪽에 따로 존재했다. 다카스나 역은 1944년, 전쟁 중에 폐업했다. 1950년에 다시 개업하면서 이름을 이시가미 역으로 바꾸었다.

## 역 구조
- 이시가미 역은 지상역이자 무인역이다.
- 2007년에 역 앞의 계단을 경사로로 개축하였다.

### 승강장 구조
1면 1선의 단선승강장이다. 한 승강장에서 양방향의 승객을 처리한다.
| 1 | ■ 에노시마 전철선 | 후지사와, 가마쿠라 방면 |

## 역세권 정보
역 앞에는 주택가가 넓게 퍼져있다.
- 후지사와 합동 청사
- 후지사와시 민회관
- 치치부미야 기념 체육관(秩父宮記念体育館)
- 후지사와 메디컬센터
- 후지사와시 미나미시민 도서관(藤沢市南市民図書館)
- 후지사와시립 구게누마 중학교

옛날 이 역의 부근에는 에노시마 전철의 발전소가 있었다. 1975년 발전소 철거지에 주택이 건설되었는데, 건설공사 당시 다수의 벽돌, 트랜스, 굴뚝의 기초가 발견되었다.

## 승하차량 변동
2008년 기준 이시가미 역의 하루평균승하차인원은 500명이다.